# Опалённые войной
«Опаленные войной» — четвертая часть цикла «Хроники Этории». Автором романа является российский писатель-фантаст Михаил Костин, лауреат премии Серебряная стрела.

## История публикаций
Роман «Хроники Этории. Опаленные войной» опубликован 25 августа 2015 года. К этому событию был приурочен выпуск иллюстраций ко всем четырем книгам цикла. Автором изображений стал профессиональный художник-иллюстратор Макс Олин. На сайте издательского проекта «Книма» уточняется, что это достаточно неординарный случай, когда арт-альбом по произведению публикуется уже после выхода самой книги. Также там отмечается, что существует возможность того, что ранее вышедшие книги будут переизданы уже с иллюстрациями. Все зарисовки доступны в сети.
Между выходом четвертой и третей частей «Хроник Этории» прошло три месяца. Книга «Время умирать» была издана 28 мая 2015 года.
«Тени прошлого» и «Ложные истины» — первые две части цикла —выпускались разными издательствами на протяжении нескольких лет. В 2014 году обе книги были переизданы в рамках проекта главного редактора издательства «Снежный Ком» Эрика Брегиса —«Книма»
Всего в серии запланировано не менее пяти томов основного повествования и один, действие в котором происходит некоторое время спустя.